# Partito Socialdemocratico Egiziano
Il Partito Socialdemocratico Egiziano, o, alla lettera, Partito Egiziano Democratico Socialista (in arabo الحزب المصرى الديمقراطى الاجتماعى, in traslitterazione al-Ḥizb al-Miṣrī al-Dīmuqrāṭī al-Ijtimāʿī) è un partito politico egiziano fondato durante la Rivoluzione egiziana del 2011.
È membro del Partito Socialista Europeo dal 29 agosto 2012.
Tra i fondatori del partito figurano Muḥammad Abū l-Ghār, Samer Soliman (attivista di sinistra, professore di Scienze politiche nell'Università Americana del Cairo), Muḥammad Nūr Farḥāt, ʿAmr Ḥamzāwī, Īhāb al-Kharrāṭ, il regista Dāwūd ʿAbd al-Sayyid, Farīd Zahrān, Ziyād al-ʿAlīmī (collaboratore di Muhammad al-Barādeʿī), e Hazem al-Beblawi (futuro Primo ministro dell'Egitto).

## Storia
Il Partito Socialdemocratico Egiziano è stato fondato il 29 marzo 2011 in seguito alla fusione del Partito Democratico Egiziano e del Partito Liberale Egiziano.
A seguito del golpe del 2013, il 9 luglio il suo esponente Hazem al-Beblawi è stato nominato Primo ministro dell'Egitto dal Presidente ad interim Adli Mansur.

## Ideologia
Il Partito Socialdemocratico Egiziano è un partito di centrosinistra riformista, formato da una combinazione di esponenti liberali e socialdemocratici. e sostiene convintamente la necessità del libero mercato. Tra i suoi obiettivi ci sono la lotta alla povertà, la riduzione del divario tra ricchi e poveri e la realizzazione di uno Stato laico.
Sostiene una forma di governo mista presidenziale-parlamentare, in cui una leadership esecutiva stabile sia limitata e soggetta al controllo del Parlamento.